# Чатра (деревня)
Чатра (баш. Сатра) — деревня в Благоварском районе Республики Башкортостан Российской Федерации. Входит в состав Тановского сельсовета.

## География

### Географическое положение
Расстояние до:
- районного центра (Языково): 22 км,
- центра сельсовета (Тан): 7 км,
- ближайшей ж/д станции (Благовар): 37 км.

## Население
| 2002 | 2009 | 2010 |
| ---- | ---- | ---- |
| 103  | ↗116 | ↘93  |

Национальный состав
Согласно переписи 2002 года, преобладающая национальность — башкиры (89 %).

## Известные уроженцы, жители
- Мусин, Рашид Мусинович — первый секретарь Татарского обкома КПСС.